# ناثان كريس
ناثان كريس (بالإنجليزية: Nathan Kress)‏ هو عارض وممثل أمريكي، ولد في 18 نوفمبر 1992 بغلينديل في الولايات المتحدة.

## أعمال

### أفلام
- (2005) فروج القلة[4][5][6]

### مسلسلات
- آي كارلي
- بينكي مالينكي
- ذا سويت لايف أوف زاك أند كودي
- متمردو حرب النجوم
- هاواي فايف أو
- هاوس
- هنري البطل

## وصلات خارجية
- ناثان كريس على موقع IMDb (الإنجليزية)
- ناثان كريس على موقع ألو سيني (الفرنسية)
- ناثان كريس على موقع ميوزك برينز (الإنجليزية)
- ناثان كريس على موقع أول موفي (الإنجليزية)
- ناثان كريس على موقع قاعدة بيانات الأفلام السويدية (السويدية)
- ناثان كريس على موقع إن إن دي بي (الإنجليزية)
- ناثان كريس على موقع ديسكوغز (الإنجليزية)
- ناثان كريس على موقع قاعدة بيانات الفيلم (الإنجليزية)
- ناثان كريس على موقع كينوبويسك (الروسية)